# Patrick Wojcicki
Patrick Wojcicki (* 14. August 1991 in Wolfsburg) ist ein deutscher Boxer und Kickboxer.

## Amateurkarriere
Patrick Wojcicki arbeitet als Werkzeugmacher bei der Volkswagen AG. Er startet für den AKBC Wolfsburg, für den er auch in der 2. Box-Bundesliga antrat und gehörte dem B-Nationalkader des Deutschen Boxsport-Verbandes an. Sein Vereinstrainer und „Ziehvater“ ist Antonino Spatola. Seine DBV-Trainer waren Valentin Silaghi und Michael Gratschow. Bei den Junioren-Weltmeisterschaften 2008 wurde er Fünfter. Seit 2009 boxt er im Leistungsbereich bei den Männern. Bei den Europameisterschaften 2010 in Moskau wie auch den Weltmeisterschaften 2011 in Baku schied er im Vorkampf aus. Erfolgreicher ist er auf nationaler Ebene. Von 2009 bis 2011 wurde er dreimal in Folge deutscher Meister in seiner Gewichtsklasse, 2011 gewann er zudem den Chemiepokal. 2009 wurde er zu Wolfsburgs Sportler des Jahres gewählt.
Durch seinen Sieg über Abdülkadir Köroğlu beim vorolympischen Qualifikationsturnier in Trabzon qualifizierte sich Wojcicki für die Olympischen Sommerspiele 2012 in London, schied dort aber schon in der ersten Runde gegen Alexis Vastine mit 12:16 Punkten aus.
Bis auf wenige Ausnahmen zog sich Wojcicki, im Jugend- und Junioren-Bereich mehrmals Deutscher Meister im Kickboxen war, nach den Olympischen Spielen aus dem Boxsport zurück und konzentrierte sich auf das Kickboxen. 2014 gewann er in der Gewichtsklasse bis 75 kg die Goldmedaille. 2015 gewann er auch einen Weltcup in Italien.

## Profikarriere
Im November 2015 unterschrieb Wojcicki seinen ersten Vertrag beim Berliner Boxstall Sauerland Event. Seinen Debütkampf bestritt er am 21. November 2015 in der TUI Arena in Hannover gegen den Deutschen Surik Donsdean. Diesen Kampf gewann er durch technischen K. o. in der 4. Runde. Daraufhin bestritt er neun weitere Kämpfe, die er alle gewann. Seinen elften Kampf am 23. Dezember 2017 gegen den Tschechen Anatoli Hunanyan endete nach 8 Runden mit einem Unentschieden.
Am 18. Mai 2018 gewann er in der MBS Arena Potsdam die IBF-Intercontinental-Meisterschaft gegen den Deutschen Ronny Mittag nach 12 Runden einstimmig nach Punkten und wurde zudem deutscher International-Meister der BDB. Den IBF-Titel seiner Gewichtsklasse verteidigte er im CongressPark Wolfsburg am 6. Oktober 2018 gegen den Deutschen Sven Elbir sowie am 6. April 2019 gegen den Argentinier Marcelo Fabion Caceres jeweils einstimmig nach Punkten.
Am 9. November 2019 gewann er in einem Testkampf im Kuppel in Hamburg-Bahrenfeld gegen Robert Swierzbinski aus Polen durch TKO in der 4. Runde.
Aufgrund der Corona-Pandemie sollte er nach einem Jahr Ringpause am 14. November 2020 wieder in Wolfsburg in einem IBF-WM-Ausscheidungskampf auf den Kanadier Patrice Volny. Dieser Kampf musste aufgrund der steigenden Corona-Infektionszahlen verschoben werden. Bei der zweiten Ansetzung musste der Kampf wegen einer Verletzung Wojcickis abgesagt werden. Schließlich fiel der Kanadier komplett aus. Nach zwei Jahren Ringpause trifft er schließlich am 3. Dezember 2021, auf Neuansetzung der IBF, in der Harzlandhalle in Ilsenburg (Harz) auf den Deutschen Alexander Pavlov. Der Sieger in diesem Kampf wird Pflichtherausforderer der IBF und darf gegen den zweimaligen Mittelgewichts-Weltmeister Gennadi Golowkin antreten.

## Liste der Profikämpfe
| Jahr                                             | Tag          | Ort                                               | Gegner/Kampfziel                                                                                   | Ergebnis für Wojcicki    |
| ------------------------------------------------ | ------------ | ------------------------------------------------- | -------------------------------------------------------------------------------------------------- | ------------------------ |
| 2015                                             | 21. November | TUI Arena, Hannover, Deutschland                  | Surik Donsdean                                                                                     | Sieg / TKO 4. Runde      |
| 2016                                             | 9. Januar    | Baden-Arena, Offenburg, Deutschland               | Serhil Ksendzov                                                                                    | Punktsieg (4 Runden)     |
| 2016                                             | 12. März     | Jahnsportforum, Neubrandenburg, Deutschland       | Slim Ben Khalifa                                                                                   | Sieg / KO 3. Runde       |
| 2016                                             | 7. Mai       | Barclaycard Arena, Hamburg, Deutschland           | Robizon Omsarashvili                                                                               | Sieg / KO 2. Runde       |
| 2016                                             | 14. Oktober  | Inselparkhalle, Hamburg-Wilhelmsburg, Deutschland | Turgay Uzun                                                                                        | Sieg / TKO 1. Runde      |
| 2016                                             | 5. November  | MBS Arena Potsdam, Potsdam, Deutschland           | Frane Radnic                                                                                       | Punktsieg (6 Runden)     |
| 2017                                             | 25. März     | MBS Arena Potsdam, Potsdam, Deutschland           | Nikoloz Gvajava                                                                                    | Punktsieg (6 Runden)     |
| 2017                                             | 17. Juni     | Rittal Arena Wetzlar, Wetzlar, Deutschland        | Henri Kekalainen                                                                                   | Punktsieg (6 Runden)     |
| 2017                                             | 15. Juli     | The SSE Arena Wembley, London, Großbritannien     | Darryl Sharp                                                                                       | Punktsieg (6 Runden)     |
| 2017                                             | 9. September | Max-Schmeling-Halle, Berlin, Deutschland          | Fouad El Massoudi                                                                                  | Punktsieg (8 Runden)     |
| 2017                                             | 23. Dezember | Boxhalle Marzahn, Berlin, Deutschland             | Anatoli Hunanyan                                                                                   | Unentschieden (8 Runden) |
| 2018                                             | 18. Mai      | MBS Arena Potsdam, Potsdam, Deutschland           | Ronny Mittag IBF-Intercontinental-Meisterschaft vakante deutsche International-Meisterschaft (BDB) | Punktsieg (12 Runden)    |
| 2018                                             | 6. Oktober   | CongressPark Wolfsburg, Wolfsburg, Deutschland    | Sven Elbir IBF-Intercontinental-Titelverteidigung                                                  | Punktsieg (12 Runden)    |
| 2019                                             | 6. April     | CongressPark Wolfsburg, Wolfsburg, Deutschland    | Marcelo Fabian Caceres IBF-Intercontinental-Titelverteidigung                                      | Punktsieg (12 Runden)    |
| 2019                                             | 9. November  | Kuppel, Hamburg-Bahrenfeld, Deutschland           | Robert Swierzbinski                                                                                | Sieg / TKO 4. Runde      |
| 2021                                             | 3. Dezember  | Harzlandhalle, Ilsenburg (Harz), Deutschland      | Alexander Pavlov IBF-Eliminator                                                                    | Sieg / KO 6. Runde       |
| Quelle: Patrick Wojcicki in der BoxRec-Datenbank |              |                                                   | |                          |

## Belege
1. ↑  Internetseite des AKBC e. V. Wolfsburg.
2. ↑  Boxen – Wojcicki löst Olympia-Ticket

| Personendaten    | Personendaten     |
| ---------------- | ----------------- |
| NAME             | Wojcicki, Patrick |
| KURZBESCHREIBUNG | deutscher Boxer   |
| GEBURTSDATUM     | 14. August 1991   |
| GEBURTSORT       | Wolfsburg         |